# Gamboa (Panama)
Pour les articles homonymes, voir Gamboa (homonymie).
Gamboa est une ville du Panama.

## Historique
Le 26 janvier 1671 le village fut traversé par les troupes[Selon qui ?] de Henri Morgan qui allait attaquer la ville de Panama.